# José Antonio García Prieto

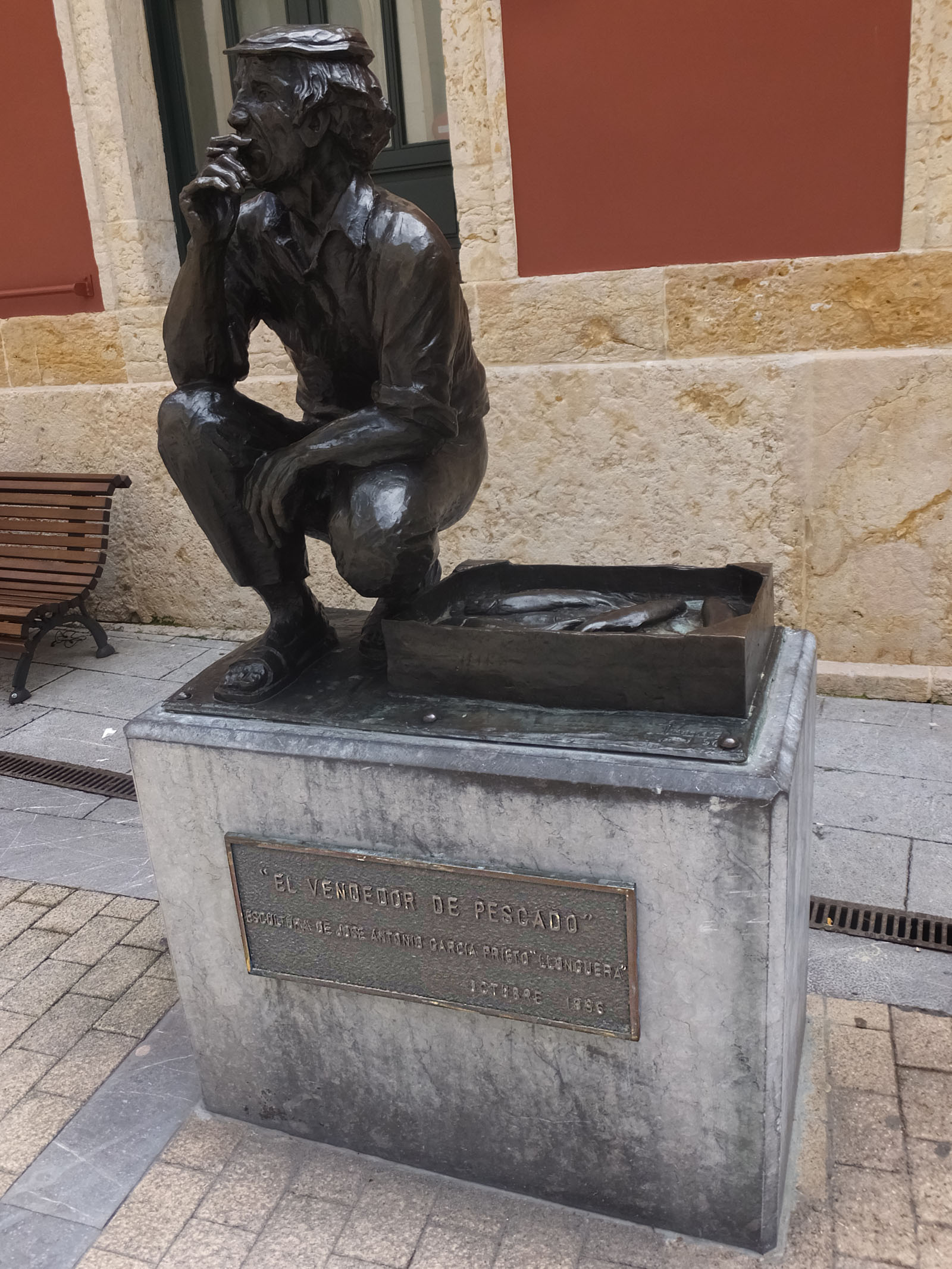
«Vendedor de pescado», escultura de José Antonio García Prieto a la ciutat d'Oviedo.

José Antonio García Prieto, artísticament conegut com a "Llonguera", és un escultor  espanyol, nascut al poble de Llonguera, Astúries, el 3 de maig de 1950.

## Biografia
No va cursar cap estudi acadèmic que li formés artísticament, sinó que es tracta d'un escultor autodidacta que va anar adquirint la tècnica del llaurat de la fusta del seu pare, que treballava elaborant eines del camp i esclops. Sí que va dur a terme estudis de Mestre Industrial i va començar la carrera d'enginyer encara que no va aconseguir acabar-la. Mentre feia el servei militar, va realitzar diverses talles d'imatgeria religiosa per encàrrec i algun treball per a l'exèrcit. Malgrat la seva inclinació per l'escultura, durant un temps va treballar de miner, podent passar més tard a exercir de monitor de fusteria en una escola-taller.
El 1994 reprèn un projecte personal tallant diferents figures de la mitologia asturiana en fusta, de mida petita (de menys de 70 centímetres), policromades i inspirades en una visió amable i no caricaturesca de la mitologia asturiana. Aquesta sèrie de talles van ser el conjunt de la seva primera exposició a la casa de Cultura de Mieres, encara que posteriorment es va presentar en altres localitats, com Gijón, Pola de Lena, la Felguera o Llanes, per la seva gran acollida.
Ha realitzat des d'aquest moment moltes més exposicions tant individuals com col·lectives i ha dut a terme obres que han passat a convertir* se en escultures urbanes de diverses localitats.

## Activitat artística

### Exposicions individuals
1994.
- Casa de Cultura Teodoro Cuesta, Mieres, Astúries (juny).[1]
- FIDMA 94, Gijón, Astúries (agost).[1]
- Institut Bernaldo Quirós, Mieres, Astúries (octubre).[1]

1995.
- Sala Celso Granda, Pola de Lena, Astúries (en alguna publicació apareix celebrada al novembre de 1994).[1]
- Hotel Reconquesta, Oviedo, Astúries (en alguna publicació apareix celebrada al desembre de 1994).[1]
- Ateneu de Turón, Astúries (febrer).[1]
- Casa de Cultura de Llanes, Astúries (març).[1]

1996.
- Casa de Cultura de la Felguera (gener) (també apareix com realitzada a Sama).[1]
- Casa de Cultura de Moreda, Astúries (març).[1]
- Casa de Cultura de Llanes, Astúries (desembre).[1]

1997.
- "Llonguera, mites i personatges", Cafè Espanyol, Oviedo, Astúries.[1]
- Art DV, Gijón, Astúries.[1]

2005.
- Hotel Mieres del Camí, Mieres, Astúries.[1]

2007.
- Casa de Cultura de Llanes, Astúries.[1]

2009.
- "Partitures en ferro, fusta i fang", Centre Municipal d'Art i Exposicions, Avilés, Astúries (inaugurada el 6 d'octubre de 2009).[1]

### Obres Públiques
- "Vendedor de pescado", 1996, Plaça Trascorrales, Oviedo, Astúries.[1]
- "A la Toná", 1999, carrer Àngel Cañedo, Oviedo, Astúries.[1]
- Pepa la Lletera, 2006, Plaça Pepa la Lletera, Mieres, Astúries.[1]